# باول هاريسون
باول هاريسون (بالإنجليزية: Paul Harrison)‏ (18 ديسمبر 1984 بليفربول في المملكة المتحدة - ) هو لاعب كرة قدم بريطاني في مركز حراسة المرمى. لعب مع ذا نيو سينتس وليدز يونايتد ونادي ساوثبورت ونادي ليفربول ووولفرهامبتون واندررز ونادي تشستر سيتي ونادي هيرفورد.

## وصلات خارجية
- باول هاريسون على موقع الاتحاد الأوربي (الإنجليزية)
- باول هاريسون على موقع قاعدة بيانات كرة القدم.إي يو (الإنجليزية)
- باول هاريسون على موقع Soccerbase.com (لاعب) (الإنجليزية)
- باول هاريسون على موقع Soccerway.com (الإنجليزية)